# Cadre-47/1-Europameisterschaft 1973

Logo CEB (ausrichtender Verband)

Veranstaltungsort: Granollers

Die Cadre-47/1-Europameisterschaft 1973 war das 14. Turnier in dieser Disziplin des Karambolagebillards und fand vom 22. bis zum 25. Februar 1973 in Granollers, in der spanischen Provinz Barcelona statt. Es war die zweite Cadre-47/1-Europameisterschaft in Spanien.

## Geschichte
Die zweite Cadre 47/1-EM in Spanien endete mit dem gleichen Sieger. José Gálvez gewann alle Partien und wurde verdient Europameister. Bereits im vierten Durchgang kam es zum Duell mit dem Titelverteidiger Dieter Müller. In dieser Begegnung spielte Gálvez seine beste Partie und gewann mit 300:75 in 8 Aufnahmen. Knapp wurde es für Gálvez noch einmal im letzten Durchgang. In der Partie gegen den Wiener Franz Stenzel lag er lange Zeit im Rückstand. Am Ende gewann er mit 300:285 in 20 Aufnahmen. 

## Turniermodus
Es wurde im Round Robin System bis 300 Punkte gespielt. Bei MP-Gleichstand wird in folgender Reihenfolge gewertet:
1. MP = Matchpunkte
2. GD = Generaldurchschnitt
3. HS = Höchstserie

## Abschlusstabelle
| MP    | Match Points (Sieger = 2; Unentschieden = 1; Verlierer = 0) |
| Pkte. | Erzielte Karambolagen                                       |
| Aufn. | Benötigte Versuche                                          |
| GD    | Generaldurchschnitt                                         |
| BED   | Bester Einzeldurchschnitt eines Spielers                    |
| HS    | Höchstserie                                                 |
|       | Bester GD des Turniers                                      |
|       | Bester ED des Turniers                                      |
|       | Beste HS des Turniers                                       |
|       | 1. Platz (Gold)                                             |
|       | 2. Platz (Silber)                                           |
|       | 3. Platz (Bronze)                                           |

| Platz                      | Name              | MP   | Pkte. | Aufn. | GD    | BED   | HS  |
| -------------------------- | ----------------- | ---- | ----- | ----- | ----- | ----- | --- |
| 1                          | José Gálvez       | 14:0 | 2100  | 92    | 22,82 | 37,50 | 143 |
| 2                          | Dieter Müller     | 12:2 | 1875  | 88    | 21,30 | 50,00 | 153 |
| 3                          | Laurent Boulanger | 8:6  | 1763  | 97    | 18,17 | 33,33 | 155 |
| 4                          | Roland Dufetelle  | 6:8  | 1798  | 105   | 17,12 | 18,75 | 162 |
| 5                          | Lambert van Leur  | 6:8  | 1706  | 117   | 14,58 | 27,27 | 118 |
| 6                          | Miguel Espona     | 6:8  | 1520  | 132   | 11,51 | 16,66 | 92  |
| 7                          | Franz Stenzel     | 4:10 | 1669  | 139   | 12,00 | 23,07 | 121 |
| 8                          | Dieter Wirtz      | 0:14 | 1398  | 146   | 9,57  | –     | 115 |
| Turnierdurchschnitt: 15,09 |                   |      |       |       |       |       |     |